# Jesse Bradford
Jesse Bradford Watrouse, född 28 maj 1979 i Norwalk i Connecticut, är en amerikansk skådespelare. 

## Filmografi (urval)
- 1989 – Tror du på tomten, Jessie?
- 1990 – Misstänkt för mord
- 1993 – King of the Hill - Hjälten från Saint Louis
- 1995 – Hackers
- 1995 – Vänner för livet
- 1996 – Romeo & Julia
- 1998 – A Soldier's Daughter Never Cries
- 2000 – Bring It On
- 2000 – Cherry Falls
- 2001 – According to Spencer
- 2002 – Clockstoppers
- 2002 – Swimfan
- 2004 – Eulogy
- 2005 – Heights
- 2005 – Happy Endings
- 2006 – Flags of Our Fathers
- 2008 – My Sassy Girl
- 2008 – W.
- 2008 – The Echo
- 2009 – Table for Three
- 2009 – I Hope They Serve Beer in Hell
- 2010 – Perfect Life
- 2011 – Son of Morning
- 2012 – Marvel One-Shot: Item 47
- 2013 – The Power of Few

## Fotnoter
1. ↑  SNAC, SNAC Ark-ID: w60940vn, läs online, läst: 9 oktober 2017.[källa från Wikidata]